# The Sheer
The Sheer is een Nederlandse band uit Haarlem die een mix van pop en melodische rock maakt.
De band verwierf in 2004 bekendheid met de single Right Now en het debuutalbum The Keyword Is Excitement!, geproduceerd door Daniel Presley. Ook won de band een Zilveren Harp in 2004.
The Sheer bestaat uit Bart van Liemt (zang, gitaar), Jasper Geluk (keyboards), Jorn van der Putte (gitaar) en Gert-Jan Zegel (drums).

## Geschiedenis
De band is gevormd in 2000. Vier vrienden van de muziekschool beginnen in dat jaar met het opnieuw arrangeren van oude en het schrijven van nieuwe nummers. Bart van Liemt, zanger en voornaamste componist van de band, haalt zijn inspiratie vooral uit de Britse pop en rock uit de jaren zestig en de Britpoprevival van begin jaren negentig. Dat levert een combinatie op van melodieuze pop/rock met een Britse inslag.
The Sheer brengt in 2001 zijn eerste demo uit en start in september van dat jaar met de Meet The Sheer Tour. De demo krijgt veel positieve reacties van FRET, Live XS en Musicmaker. The Sheer doet veel optredens en is verschillende keren te horen op de regionale en nationale radio. Radioprogramma's BNN For Live (Radio 2) en Isabelle (Radio 3FM) nodigen de band uit om in de studio te komen spelen. Toetsenist Jasper Geluk speelt regelmatig live mee met stadgenoten Dollybirds en staat met deze band onder meer op Lowlands. Tijdens de Popslag 2001, een talentenjacht op Radio 3FM, bereikt The Sheer de finale en wordt de groep in eerste instantie uitgeroepen tot winnaar. Later blijkt dat this beautiful mess net iets meer stemmen heeft gekregen en wordt The Sheer eervol tweede. Het nationale tv-debuut vindt plaats op TMF en The Sheer wordt uitgenodigd voor een 2 Metersessie op Kink FM.
De 'droomstart' van 2001 wordt in 2002 beloond met een uitnodiging om op Noorderslag te komen spelen op het Musicmaker Discoverypodium. Later volgt ook een optreden van The Sheer in Club Lek van de VPRO. Tijdens de Meet The Sheer Tour 2002 ontwikkelt de band zich tot een energieke liveband, die echter nog steeds op zoek is naar een platencontract. De groep krijgt een Essent Award en speelt eind augustus op Lowlands.
Na maanden van overleg, plannen en uitstellen start The Sheer in juli 2003 met het werken aan hun debuutalbum. The Sheer heeft hiervoor producer Daniel Presley aangetrokken, een Amerikaan die in Parijs woont en die in de beste studio's in Europa en de Verenigde Staten zijn platen opneemt. Presley werkte onder andere samen met Faith No More, Jewel, The Breeders, Cradle Of Filth en Playground. Na een paar dagen pre-productie in Nederland verblijft The Sheer drie weken lang in een studio in Zweden. De opnamen zijn in oktober klaar. The Sheer verzorgt het voorprogramma tijdens de That Will Be Unplugged Tour van Krezip.
In het voorjaar van 2004 verschijnt Something to Say, de eerste single voor Universal. Het nummer verschijnt ook op een gelimiteerde 7'. De single wordt gevolgd door het debuutalbum The Keyword Is Excitement!. The Sheer staat op Koninginnedag op Spoorpop in Bussum en eind mei op Pinkpop. De band is genomineerd voor een MTV Europe Music Awards in de categorie "beste Nederlandse act" .
The Sheer speelt in januari van 2005 in de Grote Zaal tijdens Noorderslag. Opnamen van het optreden zijn een maand later te zien in het WDR-programma Rockpalast. De band krijgt de Zilveren Harp in 2004. De single Stay Awake is de titelsong van de romantische komedie Flirt. De film van regisseur Jaap van Eyck gaat op Valentijnsdag in première. Op 19 maart krijgt The Sheer in club Panama te Amsterdam een 3FM Award in de categorie "Beste Nieuwkomer". Op 1 april zijn de bandleden te gast in het NPS-programma "Popquiz a Go-Go". Tijdens de Muzikantendag in de Melkweg te Amsterdam krijgt Jasper Geluk een Duiveltje uitgereikt in de categorie Beste Toetsenist. De muziekprijs is een initiatief van het Nationaal Pop Instituut. De winnaars zijn door een internetstemming op de website van het NPI door hun collega-muzikanten gekozen. De band neemt op 4 oktober deel aan Friends For Warchild in Ahoy en speelt naast het nummer Right Now samen met Lange Frans en Baas B de hit War van Edwin Starr. In de laatste maanden van het jaar werkt The Sheer aan het tweede album.
In januari 2006 gaan de muzikanten samen met producer Gordon Groothedde de Rooftop Studios te Holten in. Het tweede album, Feel the Need, wordt op 5 mei voorafgegaan door de single The Girl That Lost Her Mind Pt.1. Op dezelfde dag reist The Sheer als 'ambassadeur van de vrijheid' per helikopter langs de bevrijdingsfestivals in Leeuwarden, Rotterdam, Zwolle en Vlissingen. Vanaf 2 oktober is de clubtournee van The Sheer interactief te volgen via de website van clipzender TMF. Op deze site geeft de band een exclusieve kijk op het leven van een toerende band door middel van dagelijkse weblogs en foto- en videoverslagen.
Een van de singles van het album, Understand, is de titelsong van het voetbalspel FIFA 07.
Ook maakt The Sheer deel uit van het wereldwijde muziekinitiatief 'Make Some Noise' van Amnesty International. Net als tientallen andere artiesten zoals Racoon, The Black Eyed Peas, Snow Patrol en Maroon 5 zal de band een song van John Lennon opnemen. De nummers worden aangeboden op een speciale pagina van de Amnesty-site waar de muzikanten ook aandacht vragen voor de wereldwijde schending van de mensenrechten. De nieuwe uitvoeringen van de Lennon-songs zijn daar te downloaden (www.amnesty.org/noise).
Tijdens Live Earth op 07/07/07 is Bart van Liemt regelmatig live te zien op televisie in de 'Live Earth Alert'-studio van BNN.
Op 11 februari 2009 maakt de groep aan haar fans bekend dat het nieuwe album Here and Now and Long Before gaat heten. Later dat jaar komt Jan-Peter Hoekstra The Sheer versterken na het stoppen van diens vorige band, Krezip. Vanaf dan gaat The Sheer verder als vijfkoppige formatie.
Sinds begin 2012 heeft de band niet meer opgetreden.

## Discografie

### Albums
| Album met eventuele hitnotering(en) in de Nederlandse Album Top 100 | Datum van verschijnen | Datum van binnenkomst | Hoogste positie | Aantal weken | Opmerkingen |
| ------------------------------------------------------------------- | --------------------- | --------------------- | --------------- | ------------ | ----------- |
| The Keyword Is Excitement                                           | 2004                  | 03-04-2004            | 57              | 17           |             |
| Feel the Need                                                       | 05-05-2006            | 03-06-2006            | 27              | 6            |             |
| Here and Now and Long Before                                        | 16-04-2009            | 25-04-2009            | 48              | 1            |             |

### Singles
| Single met eventuele hitnotering(en) in de Nederlandse Top 40 | Datum van verschijnen | Datum van binnenkomst | Hoogste positie | Aantal weken | Opmerkingen                 |
| ------------------------------------------------------------- | --------------------- | --------------------- | --------------- | ------------ | --------------------------- |
| Something to Say                                              | 2004                  | 07-02-2004            | tip6            | -            | nr. 45 in de Single Top 100 |
| It Only Gets Better                                           | 2004                  | -                     |                 |              | nr. 80 in de Single Top 100 |
| Right Now                                                     | 2004                  | 18-09-2004            | 38              | 2            | nr. 42 in de Single Top 100 |
| Stay Awake                                                    | 2005                  | 26-02-2005            | tip7            | -            | nr. 63 in de Single Top 100 |
| The Girl That Lost Her Mind                                   | 2006                  | 13-05-2006            | 25              | 3            | nr. 15 in de Single Top 100 |
| Understand                                                    | 2006                  | 16-09-2006            | tip12           | -            | nr. 67 in de Single Top 100 |
| The devil on his own                                          | 2009                  |                       |                 |              | #74 in de Single Top 100    |